# Q*bert
Q*bert è un videogioco arcade del 1982 della Gottlieb, creato da Warren Davis, di genere piattaforme isometrico. Il protagonista del gioco è Q*bert, una delle icone dell'età dell'oro dei videogiochi arcade e una delle più bizzarre: si tratta infatti di una palla di pelo arancione con due occhi, due piedi e un prominente naso tubolare, nota anche per lo strano verso e il fumetto "@!#?@!", simile a un'imprecazione, che emette a ogni vita persa.
Uscirono molte conversioni di Q*bert per computer e console, in gran parte edite da Parker Brothers, e innumerevoli cloni. Il seguito ufficiale è Q*bert's Qubes.

## Modalità di gioco
Il campo di gioco di Q*bert è una proiezione isometrica di una struttura piramidale di cubi dalle facce di tre colori. Lo scopo è quello di saltare da un cubo all'altro per rendere ciascuna faccia di uno specifico colore (ad esempio, da blu a giallo).
Nei primi livelli, questo è semplice come saltare sulla faccia, ma con il progredire della difficoltà il compito diventa più complicato: bisogna saltare sul cubo due volte, oppure saltando su un cubo ricolorato il colore torna quello sbagliato, e così via. Se si salta nel vuoto sui lati della piramide, Q*bert precipita e si perde una vita.
A rendere il compito più difficile c'è un assortimento di strani nemici che minacciano o intralciano le mosse di Q*bert. Il serpente Coily appare in cima allo schermo all'interno di una palla viola, che rimbalza discendendo. Quando raggiunge la fila di cubi più bassa, il serpente salta fuori e comincia ad inseguire il protagonista saltando di cubo in cubo.
Inoltre sono presenti palle rosse che cadono sulla piramide, che, se incontrano Q*bert durante la discesa, fanno perdere una vita.
Altre minacce provengono da Ugg e Wrongway, due gremlin viola che rimbalzano lungo i lati dei cubi. Oltre a tutto ciò, Q*bert deve vedersela con Slick e Sam, due strani esseri simili ad ananas verdi che fanno tornare i cubi al colore originale al loro passaggio.
Oltre a qualche salto strategico, gli unici mezzi che permettono a Q*bert di difendersi sono i dischi rotanti ai lati della piramide e le palle verdi che rimbalzano sui quadrati. I dischi forniscono una via di fuga rapida, riportando il protagonista in cima alla piramide mentre Coily muore nel tentativo di inseguirlo. Le palle verdi congelano il tempo, dando a Q*bert la possibilità di correre liberamente per la piramide per alcuni secondi.
I livelli del gioco originale sono 9, ciascuno formato da 4 round: il nono si ripete all'infinito.

## Cabinato
Il cabinato verticale dedicato a Q*bert contiene un solenoide che produce un suono meccanico di urto ogni volta che il personaggio precipita dalla piramide, simulando così il suono di una vera e propria caduta di un oggetto sul fondo del cabinato stesso.

## Conversioni
Q*bert è stato oggetto di conversione e rifacimento per molti sistemi casalinghi. È stato adattato da Parker Brothers per ColecoVision, Intellivision, Atari 2600, Atari 5200, Atari 8-bit, Commodore 64, Commodore VIC-20, TI-99/4A, Videopac e Timex Sinclair 2068; la versione ufficiale per ZX Spectrum non venne mai pubblicata, ma il programma è stato recuperato. Nel 1989 Q*bert è stato adattato per Nintendo Entertainment System, nel 1992 per Game Boy.
Q*bert per MSX, nonostante il nome, è in realtà una conversione del seguito Q*bert's Qubes.
Nel 1999 è stato pubblicato un remake per PlayStation. Il 2000 ha visto l'uscita di nuove versioni per Windows e Dreamcast. Q*bert è inoltre uno dei tre giochi standard sui telefoni cellulari Sony-Ericsson T610 e T630. Alcuni di questi sono stati porting del codice originale, altre complete riscritture del gioco. Il gioco è stato portato anche su iPhone.
Numerose sono poi le varianti di Q*Bert pubblicate senza licenza ufficiale, per le più diverse piattaforme e con titoli che richiamano l'originale, come Hu*Bert, o del tutto diversi.

## Eredità
Per un certo periodo Q*bert è stato il re dei giochi arcade e fu un soggetto preferito per il mondo del merchandising; i negozi si riempirono di pupazzi di Q*bert, cestini per la merenda, sacchi a pelo e altro. Furono creati anche un gioco da tavolo (della Parker Brothers, 1983, per due giocatori che controllano rispettivamente Q*bert e i 5 nemici) e un gioco di carte. Ma il crollo dei videogiochi del 1983 segnò la fine del suo strapotere. Il collasso del mercato fu un colpo mortale per il sequel Q*bert's Qubes (chiamato Q*bert II su Colecovision).
Un terzo gioco arcade fu scritto nel 1983, Faster Harder More Challenging Q*bert, ma non uscì mai dallo stadio di prototipo.
Q*bert fece ritorno nelle conversioni per sistemi casalinghi e con Q*bert 3 su Super Nintendo e rimane uno dei più noti personaggi dei giochi arcade dei primi anni ottanta.
Ispirati a Q*bert sono giochi come Mr. Cool, Frostbite, Juice, Quick Step, Flip and Flop, Pharaoh's Pyramid, Pogo Joe.
Nel 1983 Gottlieb creò un flipper chiamato Q*bert's Quest. La tavola è particolarmente inusuale, dato che due dei quattro respingenti sono capovolti in una strana forma di 'V' rovesciata. Il gioco riproduce i suoni di Q*bert compreso un vero e proprio campionamento dal gioco stesso: un gracchiante "Bye Bye" quando la partita termina.
Q*bert apparve anche nel cartone animato Saturday Supercade, anche se mantenendo poche somiglianze col gioco. I personaggi erano descritti come appartenenti ad una società degli anni sessanta nella quale vivevano molti Q*bert, qui dotati anche di braccia, bocca e giubbotto, mentre i loro nemici erano dipinti come teppisti.
Il nome del segmento in Saturday Supercade era  Q-Burg. Una curiosità sul cartone animato è che era la sola parte di tutto il programma che usasse gli effetti sonori originali del gioco.
Il gioco da tavolo di Q*Bert venne prodotto dalla Parker Brothers nel 1983 e riproduce piuttosto fedelmente le meccaniche del videogioco. Un giocatore controlla il protagonista, facendo uso di un dado da 8, e l'altro controlla i 5 mostricciattoli avversari, usando un dado speciale per selezionare il tipo di mostro e un dado da 6 per muoverlo..
Q*bert appare come uno dei personaggi minori nel film d'animazione Ralph Spaccatutto (2012) e come uno dei protagonisti nel film Pixels (2015), in cui è l'unico personaggio videoludico alleato dei protagonisti umani.